# 理查德·拉希德
理查德·法里斯·拉希德（英語：Richard Farris Rashid，1951年—）是一名美國計算機科學家，為微軟公司研發長、資深副總裁。

## 生平
1974年，畢業於史丹福大學，主修數學與比較文學。隨後進入羅徹斯特大學，取得計算機科學碩士，1980年取得博士學位。在羅徹斯特大學期間，他與Gene Ball在Xerox Alto電腦上寫作了最早的網路多媒體遊戲，Alto Trek。
1979年，成為卡內基梅隆大學計算機科學教授。主要研究領域為網路、作業系統、人工智慧、分布式计算使用的程式語言。他最著名的成就在於參與Mach作業系統的研發。
1991年，他進入微軟公司。1994年，升任微軟公司副總裁。2000年，升任微軟公司資深副總裁。他在數據壓縮、網路、作業系統等領域擁有多項專利，也是微軟互動電視系統的主要設計者之一。
2003年，當選美国国家工程学院院士。